# Greenbush (Maine)
Greenbush – miasto w Stanach Zjednoczonych, w stanie Maine, w hrabstwie Penobscot.